# Chitonomyces paradoxus
Chitonomyces paradoxus (Peyr.) Thaxt. – gatunek grzybów z rzędu owadorostowców (Laboulbeniales). Pasożyt owadów.

## Systematyka i nazewnictwo
Pozycja w klasyfikacji według Index Fungorum: Chitonomyces, Laboulbeniaceae, Laboulbeniales, Laboulbeniomycetidae, Laboulbeniomycetes, Pezizomycotina, Ascomycota, Fungi.
Gatunek ten po raz pierwszy opisał w 1873 r. Johann Joseph Peyritsch nadając mu nazwę Heimatomyces paradoxus. W 1902 r. Roland Thaxter przeniósł go do rodzaju Chitonomyces.

## Charakterystyka
Grzyb entomopatogeniczny, pasożyt zewnętrzny owadów. Nie powoduje śmierci owada i zazwyczaj wyrządza mu niewielkie szkody. W Polsce Tomasz Majewski w roku 1994 opisał jego występowanie na chrząszczach Laccophilus hyalinus, Laccophilus minutus i Laccophilus variegatus z rodziny pływakowatych (Dytiscidae). 